# Ружмонт-Норт (Північна Кароліна)
Ружмонт-Норт (англ. Rougemont) — переписна місцевість (CDP) в США, в округах Дарем і Персон штату Північна Кароліна. Населення — 1001 особа (2020).

## Географія
Ружмонт-Норт розташований за координатами 36°12′47″ пн. ш. 78°54′42″ зх. д. / 36.21306° пн. ш. 78.91167° зх. д. (36.212992, -78.911686).  За даними Бюро перепису населення США в 2010 році переписна місцевість мала площу 16,47 км², з яких 16,26 км² — суходіл та 0,21 км² — водойми.

## Демографія
Згідно з переписом 2010 року, у переписній місцевості мешкало 978 осіб у 412 домогосподарствах у складі 311 родини. Густота населення становила 59 осіб/км².  Було 442 помешкання (27/км²).
Расовий склад населення:
| - 78,8 % — білих - 16,0 % — чорних або афроамериканців - 0,4 % — корінних американців - 0,2 % — азіатів |

До двох чи більше рас належало 3,7 %. Частка іспаномовних становила 4,1 % від усіх жителів.
За віковим діапазоном населення розподілялося таким чином: 17,3 % — особи молодші 18 років, 64,3 % — особи у віці 18—64 років, 18,4 % — особи у віці 65 років та старші. Медіана віку мешканця становила 48,9 року. На 100 осіб жіночої статі у переписній місцевості припадало 103,3 чоловіків;  на 100 жінок у віці від 18 років та старших — 101,7 чоловіків також старших 18 років.
За межею бідності перебувало 1,7 % осіб, у тому числі 0,0 % дітей у віці до 18 років та 0,0 % осіб у віці 65 років та старших.
Цивільне працевлаштоване населення становило 465 осіб. Основні галузі зайнятості: освіта, охорона здоров'я та соціальна допомога — 31,8 %, будівництво — 17,0 %, роздрібна торгівля — 13,5 %, фінанси, страхування та нерухомість — 12,3 %.